# Why (Arizona)
Pour les articles homonymes, voir Why.
Why est une census-designated place du comté de Pima, dans l'État de l'Arizona, aux États-Unis. En 2020, elle compte une population de 122 habitants.